# S3 – Stark, schnell, schlau
S3 – Stark, schnell, schlau (Originaltitel: Lab Rats, englisch für Laborratten) ist eine US-amerikanische Sitcom der Walt Disney Company aus dem Jahr 2012. Produziert wird die Serie von Disney XD und It’s a Laugh Productions.
Disney XD gab im Januar 2011 die Produktion eines Piloten mit dem Namen Billion Dollar Freshman bekannt. Nachdem der Sender die Serie offiziell bestellt hat, wurde der Titel in Lab Rats umbenannt. Am 18. Mai 2012 wurde die Serie um eine zweite Staffel verlängert, die seit dem 25. Februar 2013 in den USA ausgestrahlt wird. Am 26. Juli 2013 gab der Sender die Produktion einer dritten Staffel bekannt. Seit März 2015 wird in den USA die vierte Staffel unter dem Titel Lab Rats: Bionic Island gezeigt. Die letzte Folge lief am 3. Februar 2016 in den USA.

## Handlung
Leo zieht zusammen mit seiner Mutter Tasha zu ihrem neuen Freund Donald „Big D“ Davenport. Dort trifft er im Keller auf drei dort lebende Teenager, die alle irgendwie seltsam sind. Sie sind Teilnehmer eines geheimen Forschungsprojektes namens „Donalds“ und besitzen übermenschliche Fähigkeiten: Adam ist stark, Bree ist die Schnelle und Chase der Schlaue. Sie freunden sich an und beschließen, nicht länger im Keller zu sitzen, sondern ein normales Leben zu beginnen. So gehen sie zusammen mit Leo zur Schule, machen neue Erfahrungen und treten von einem Fettnäpfchen ins nächste. Für Leo beginnt die chaotischste Zeit seines Lebens.

## Besetzung
Die Serie wurde bei der SDI Media Germany in München vertont. Madeleine Stolze führte die Dialogregie und schrieb neben Gabrielle Pietermann, Andrea Pichlmaier, Reinhard Brock und Sabine Bohlmann die Dialogbücher.
| Rolle                    | Darsteller             | Hauptrolle (Staffeln) | Nebenrolle (Staffeln) | Synchronsprecher                      |
| ------------------------ | ---------------------- | --------------------- | --------------------- | ------------------------------------- |
| Chase Davenport          | Billy Unger            | 1–4                   |                       | Maximilian Belle                      |
| Adam Davenport           | Spencer Boldman        | 1–4                   |                       | Roman Wolko                           |
| Bree Davenport           | Kelli Berglund         | 1–4                   |                       | Katharina Iacobescu                   |
| Leo Francis Dooley       | Tyrel Jackson Williams | 1–4                   |                       | Malte Wetzel                          |
| Donald „Big D“ Davenport | Hal Sparks             | 1–4                   |                       | Alexander Brem                        |
| Tasha Davenport          | Angel Parker           |                       | 1–4                   | Caroline Combrinck                    |
| Janelle                  | Madison Pettis         |                       | 1–4                   |                                       |
| Eddy                     | Will Forte             |                       | 1–4                   | Thomas Wenke                          |
| Ethan                    | Garrett Backstrom      |                       | 1–2                   | Daniel Schlauch                       |
| Schulleiterin Perry      | Maile Flanagan         |                       | 1–4                   | Eva Maria Bayerwaltes Marion Hartmann |
| Marcus Davenport         | Mateus Ward            |                       | 1–2                   |                                       |
| Douglas Davenport        | Jeremy Kent Jackson    |                       | 2–4                   | Benedikt Weber                        |

### Gaststars
- Will Forte als Teddy in der Folge Die Kommando-App
- Telma Hopkins als Grandma in der Folge Oma-Alarm
- Tyler James Williams als zukünftiger Leo in der Folge Der doppelte Leo
- Cody Allen Christian als Kavan

## Figuren

### Hauptfiguren
Leo Francis Dooley (14)
Leo ist ein ziemlich raffinierter Junge und ein schulischer Außenseiter. Er hat sehr wenige Freunde, deshalb freundet sich Leo mit den drei bionischen Geschwistern an, weil er sich durch sie einen Vorteil verschaffen kann. Zum Beispiel in der Folge Schlau, schlauer, am schlausten, als er Brees Schnelligkeit dazu benutzte, schneller in den Unterricht zu kommen, oder in der Folge Die Überbrückungs-App, als Leo Adams Stärke ausnutzte, um einen Kampf zu gewinnen. Leo ist klein, weswegen er auch von Adam immer aufgezogen wird. Auch hat Leo die ‚Fähigkeit‘, teure Dinge von Davenport Industries kaputtzumachen. Schon am Anfang der Serie verliebt sich Leo in die hübsche Janelle und versucht sie durch einen Tipp von Mr Davenport für sich zu gewinnen. Leo hat immer einen sarkastischen Spruch auf Lager. Wenn er nervös ist oder Angst hat, redet er wie ein kleines Kind. Er liebt Action und deshalb möchte er immer bei den Missionen dabei sein, auch wenn Mr Davenport es ihm verweigert. In der zweiten Staffel ist er ein Teil des Teams.
In der 3. Staffel bekommt er nach einem Attentat von Viktor Krane, von Douglas einen bionischen Arm sowie später ein bionisches Bein. In der 3./4. Staffel wird er Schüler sowie später Mentor auf der Bionischen Akademie.
Chase Davenport (anfangs 15 bis …)
Chase ist das jüngste der drei bionischen Geschwister und das „Subjekt C“. Seine bionische Fähigkeit ist seine Intelligenz. Chase besitzt auch die Fähigkeit, sich mit einem Kraftfeld zu schützen und es zu verkleinern, um damit anzugreifen. Er besitzt ein sehr sensibles Gehör, damit kann er Menschen auf mehrere Meter Entfernung hören. Er hat eine Magnetismus-App und ein Sonic-Niesen, das ausgelöst wird, wenn seine Nase gereizt wird. Manchmal benutzt er sogar seine Überbrückungs-App, um die Bewegungen seiner älteren Geschwister zu manipulieren. Er wird sehr oft von seinen Geschwistern geärgert, weil er für sie ein „Nerd“ ist. Chase ist nicht nur klug, sondern auch manchmal sehr kindisch, aber ebenso verantwortungsbewusst. Chase achtet sehr auf seine Ernährung. Er und Adam spielen Bree sehr gerne Streiche, um sie zu ärgern. Außerdem ist Chase ein bisschen eingebildet und reizbar, weil er denkt, wegen seiner bionischen Fähigkeit sei er seinen Geschwistern überlegen, auch wenn das nicht immer stimmt. Später entdeckt Chase eine neue Fähigkeit, die Telekinese, somit kann er Gegenstände mit seinen Gedanken bewegen. Chase besitzt eine gespaltene Persönlichkeit namens „Spike“, die furchtlos und stark ist, die aber nur zum Vorschein kommt, wenn Chase sehr wütend wird. Donald Davenport ist zwar der Erfinder von Chase Bionic, aber er ist nicht der biologische Vater von Chase. In der zweiten Staffel stellt sich heraus, dass Chases biologischer Vater eigentlich Douglas Davenport, Donalds jüngerer Bruder, ist. Die Fähigkeiten von Chase entwickeln sich mit der Zeit und es kommen immer mehr Fähigkeiten zum Vorschein.
Breana „Bree“ Davenport (anfangs 16 bis …)
Bree ist das einzige Mädchen unter den Geschwistern und das „Subjekt B“. Brees bionische Fähigkeit ist ihre Schnelligkeit. Noch dazu kann Bree wahnsinnig hoch springen, z. B. auf Dächer und Wände. Sie kann manchmal eine Diva sein. Später entdeckt Bree ihre Fähigkeit, die Stimmen anderer Menschen zu kopieren. In der Schule lernt sie Ethan kennen und verliebt sich in ihn. In der zweiten Staffel hat sie einen Freund namens Owen. Donald Davenport hat zwar die Fähigkeiten von Bree entwickelt, ist aber nicht deren biologischer Vater. Der „richtige“ Vater ist Douglas Davenport, Donalds jüngerer Bruder. Brees Fähigkeiten entwickeln sich mit der Zeit immer mehr.
Adam Davenport (anfangs 17 bis …)
Adam ist auch ein Teil der drei bionischen Geschwister und das „Subjekt A“. Er besitzt eine außergewöhnliche Stärke, da er stärker ist als 10 Bodybuilder zusammen. Dazu hat er auch rote Laseraugen, die manchmal außer Kontrolle geraten. Am Anfang konnte er sie noch nicht so richtig kontrollieren. Adam ist nicht gerade klug und etwas naiv, weshalb er auch immer wieder von Chase und den Anderen als sehr dumm bezeichnet wird. Adam selbst ärgert Chase dafür für seine Größe. Adam ist für jeden Spaß zu haben und bringt sich manchmal damit in Schwierigkeiten. Später entdeckt er, dass er auch Granaten aus seinen Händen schießen kann, wenn er sich zu sehr freut. In der zweiten Staffel findet er heraus, dass er auch elektrische Blitze erzeugen kann. Donald Davenport ist nicht der biologische Vater von Adam, sondern nur der, der seine Fähigkeiten programmiert hat. Sein biologischer Vater ist Douglas Davenport, Donalds jüngerer Bruder. Adams Fähigkeiten wachsen mit der Zeit.
Donald Big D Davenport
Mr Davenport ist ein sehr geschickter und intelligenter Milliardär und spielt eine Art Vaterrolle. Er ist sehr eingebildet und selbstverliebt und gibt gerne mit seinem Geld und Aussehen an. Mr Davenport hasst es, wenn Leo seine Millionen-Dollar-Erfindungen anrührt, da sie dadurch immer kaputtgehen. Er besitzt ein geheimes Labor, in dem die drei bionischen Geschwister leben. Donald hat Tasha im Internet kennengelernt.
Er hat einen Bruder namens Douglas.
Douglas wurde von Donald aus Davenport Industries rausgeworfen, da er Adam, Bree und Chase für böse Zwecke nutzen wollte.

### Nebenfiguren
Tasha Davenport
Tasha ist Leos Mutter und eher cool und witzig. Sie hat Donald Davenport im Internet kennengelernt und hatte vorher keine Ahnung, dass sich in seinem Haus drei bionische Geschwister aufhalten. Sie ist sehr raffiniert und weiß immer, wenn Leo etwas zu verbergen hat. Sie mag es weder, wenn Leo hirnlose Filme schaut, noch wenn er diese Süßgetränke trinkt. Woran sich Tasha aber nie gewöhnen wird, ist die ganze Technik im Haus und die bionischen Fähigkeiten der drei Geschwister. Sie streitet sich oft mit Eddy, dem intelligenten Haussystem.
Eddy
Eddy ist das intelligente Haussystem von Davenport Industries. Er ärgert gerne die ganze Familie und liebt seine sarkastischen Sprüche. Außerdem spielt er gerne Völkerball, wobei er die anderen mit Bällen bewirft, die aus der Decke kommen. Er streitet sich oft mit Tasha. In der Folge Die Nacht des lebenden Virus bekommt er ein Virus und terrorisiert die ganze Familie.
Ethan
Ethan ist der erste Schulflirt von Bree. Am Anfang der Folge bewirft Bree ihn mit einem Basketball, wodurch er sich seine Nase bricht. Er verliebt sich in Bree.
Schulleiterin Perry
Perry ist eine fiese, dicke, unattraktive Leiterin der Schule der vier Teenies. Sie ärgert gerne die Kinder an der Schule und demütigt sie am liebsten vor der ganzen Klasse. Im ganzen Schulhaus hat sie Kameras aufhängen lassen, damit sie sehen kann, was die vier so alles treiben, weil sie denkt, dass irgendetwas nicht mit ihnen stimmt, weil es überall, wo sie auftauchen, nur Ärger gibt. Früher wurde sie selbst gehänselt, und deshalb nutzt sie ihre Macht nun aus, um es allen endlich heimzuzahlen. In der Highschool war sie Football-Spielerin und Gewichtheberin. Später erfährt sie von dem bionischen Geheimnis der Kinder und erpresst Donald. Der eigentliche Name ist: Terry Cherry Perry. Perry wird später Sicherheitschefin auf der Bionischen Akademie.
Janelle
Janelle ist ein Mädchen aus Leos Schule, deren Mutter mit Tasha befreundet ist. Leo verliebt sich am Anfang in sie und Janelle lädt ihn auf ein Date ein. Aber als Leo sie in der Folge Der doppelte Leo versetzt hat, will sie nichts mehr mit ihm zu tun haben. Später kommt Janelle mit Leo zusammen.
Owen
Er ist in der zweiten Staffel Brees Freund. Er ist dafür bekannt, verrückte Kunstwerke zu erschaffen, und braucht Bree als seine Muse.
Marcus Davenport
Marcus ist der sogenannte Bruder von Bree, Adam und Chase. Denn er wurde von deren biologischem Vater Douglas Davenport erschaffen. Marcus denkt, er sei ein Mensch wie Bree, Adam und Chase, doch er ist nur ein Android, ein menschlicher Roboter. Er wurde von seinem Vater beauftragt, die drei und Donald zu vernichten. Deshalb gewinnt er ihr Vertrauen, indem er sich als freundlichen, weinerlichen und sensiblen Menschen ausgibt. Aber eigentlich ist er gefährlich, gemein und gerissen. Dies zeigt er jedoch nur, wenn er mit Leo allein ist. Schnell ist Leo ihm bei seinem Schauspiel ein Dorn im Auge. Deshalb versucht er ihn auch mit aller Macht loszuwerden. Er hat Kameras im Labor von Donald installiert, damit er alles beobachten kann. Marcus besitzt alle Fähigkeiten von Bree, Adam und Chase, aber noch viel besser.
Douglas Davenport
Douglas ist der biologische Vater von Adam, Bree, Chase und Daniel sowie der Schöpfer von Marcus.
Er gründete zusammen mit seinem Bruder Donald Davenport Industries, doch Douglas verfolgte böse Pläne; er wollte Adam, Bree, Chase als Soldaten einsetzen, doch Donald erkannte dies, nahm ihm die 3 weg und versteckte sie vor ihm. Er verbündete sich mit Viktor Krane, der ihn jedoch später töten wollte.
Seitdem lebt er bei seinem Bruder und hilft ihm beim Entwickeln von neuen Erfindungen.
Daniel Davenport
Daniel ist der Bruder von Adam, Bree, Chase und der Sohn von Douglas. Daniel wurde als Baby von Douglas zu einer Adoptivfamilie gebracht, um ihn zu schützen.
Daniels Fähigkeit ist es u. a. Kräfte zu replizieren.
Viktor Krane
Viktor Krane ist ein bionischer Bösewicht. Krane war früher der Partner von Douglas, jedoch wollte Krane alleine arbeiten und wollte Douglas töten, was Douglas jedoch überlebte. Krane wollte die Weltherrschaft und war der Überzeugung, dass bionische Menschen normalen Menschen überlegen seien, und erschuf eine bionische Armee.
Krane wurde von Adam, Bree und Chase vernichtet.
Taylor
S1 war der erste bionische Soldat, der von Krane erschaffen wurde. S1 wurde scheinbar von Leo getötet, wie sich aber herausstellt, wurde S1 nur auf ein Feld geschleudert und von einer Familie aufgenommen. Später kommt S1 auf die Bionische Akademie und wird in Taylor umbenannt.
Sebastian
S3 war einer von Kranes stärksten Soldaten. Er wird später in Sebastian umbenannt und geht auf die Bionische Akademie. Später stiftet er eine Rebellion an, die jedoch fehlschlägt.
Bob
Bob ist ein Schüler der Bionischen Akademie. Er ähnelt in seinem Verhalten Adam.
Er ist seit Anfang der 4. Staffel in Bree verliebt.

## Ausstrahlung
Die Serie feierte am 27. Februar 2012 auf dem amerikanischen Disney Channel XD Premiere. Die Premiere auf dem Disney Channel XD sahen 1,3 Millionen Menschen. In Deutschland ist sie seit dem 24. September 2012 auf dem deutschen Sender Disney XD zu sehen. Die Free-TV-Premiere der ersten Staffel wurde vom 11. Februar bis 7. März 2013 auf Super RTL gezeigt. Der Disney Channel plant die Free-TV-Premiere der zweiten Staffel ab 2. Juni 2014.
| Staffel   | Episoden | Ausstrahlung (USA) Disney XD         | Ausstrahlung (Deutschland) Disney XD    | Ausstrahlung (Deutschland) Super RTL * | Ausstrahlung (Deutschland) Disney Channel |
| --------- | -------- | ------------------------------------ | --------------------------------------- | -------------------------------------- | ----------------------------------------- |
| Staffel 1 | 20       | 27. Februar bis 5. November 2012     | 24. September 2012 bis 23. Oktober 2012 | 11. Februar bis 7. März 2013           | 17. Januar 2014 bis 5. März 2014          |
| Staffel 2 | 26       | 25. Februar 2013 bis 13. Januar 2014 | 27. Oktober 2013 bis 7. März 2014       | / *                                    | seit 2. Juni 2014                         |
| Staffel 3 | 23       | 17. Februar 2014 bis 5. Februar 2015 | 11. August 2014 bis 29. Mai 2015        | / *                                    |                                           |
| Staffel 4 | 22       | 18. März 2015 bis 3. Februar 2016    | 3. Oktober 2015 bis 16. März 2016       | / *                                    |                                           |

- * Durch den Sendestart des neuen Disney Channel im Free-TV ab dem 17. Januar 2014 hat Super RTL alle Disney-Produktionen Ende 2013 eingestellt. Somit werden weitere Staffeln der Serie im Disney Channel im Free-TV laufen.

## Spin-off
Seit dem 2. März 2016 wird in den USA unter dem Titel S3 – Gemeinsam stärker (OT: Lab Rats: Elite Force) ein Spin-off der Serien S3 – Stark, schnell, schlau und Mighty Med – Wir heilen Helden ausgestrahlt. Darin führen Bradley Steven Perry, Jake Short und Paris Berelc ihre Rollen als Kaz, Oliver und Skylar aus Mighty Med sowie Billy Unger und Kelli Berglund ihre Rollen als Chase und Bree aus S3 fort.